# Simcoe
Pour les articles homonymes, voir Simcoe (homonymie).
Simcoe est une localité et une ancienne ville du sud-ouest de l'Ontario au Canada située près du lac Érié. Elle est le siège de comté et la plus grande communauté du comté de Norfolk.
Simcoe est située à la jonction de l'autoroute 3 et de l'autoroute 24, au sud de Brantford. Tout près, l'autoroute 6 mène à Hamilton. Elle est au nord-ouest de Nanticoke dans le comté de Haldimand. Simcoe est le centre d'une zone agricole réputé pour le tabac, les légumes et les petits fruits.

## Histoire
Simcoe est fondée en 1795 par le lieutenant-gouverneur John Graves Simcoe. Originellement, la colonie consistait en deux zones distinctes : Birdtown, nommée ainsi d'après William Bird qui s'y installa début 1800 et Queensway, qui se développa dans les années 1820 près de d'une scierie et d'un moulin à blé tous deux appartenant à Aron Culver. Le bureau de poste ouvrit ses portes en 1829 et fut appelé Simcoe. En 1837, la colonie devint le siège gouvernemental du district de Talbot.
Une plaque historique concède que, en 1795, John Simcoe céda cette terre à Culver à condition que ce dernier y bâtisse des moulins. Après cet accord, un hameau se forma en 1812, hameau qui fut rasé et brûlé par des troupes américaines en 1814. Entre 1819 et 1823, Culver édifia un village; les routes furent construites entre 1835 et 1836.
Des documents de 1846 indiquent que la colonie était isolée de toutes les routes importantes, n'avait que très peu de communications avec les localités au-delà de Brantford et qu’un palais de justice fait de pierre fut construit, avant d'être détruit par le feu en 1863 et rebâtie. Il y avait trois églises, une Méthodiste, une Baptiste et une Congrégationaliste. Un journal hebdomadaire était publié à Simcoe, le Long Point Advocate. La population s'élevait à environ 1 400 habitants. Le bureau de poste recevait du courrier quotidiennement. La colonie abritait les bureaux du Juge de la cour de district, du sheriff, du clerc de paix, de l'inspecteur des licences, du Crown Land Agent, du clerc de district, du trésorier, du clerc de la court de district, du Deputy Clerc of Crown et du surintendant aux écoles. Deux moulins à blé, deux scieries, deux brasseries, deux distilleries, une fonderie, deux moulins à foulage, neuf commerces, deux drogueries, une banque et de nombreux commerçants participaient à rendre la ville vivante.
En 1850, la population comptait 1600 habitants. La même année, la ville devint le siège de comté de Norfolk, ce qui fit bondir la population à 2100 habitants en 1869 et fit naître deux banques.
Simcoe est devenue une communauté incorporée en 1878 et posséda son propre conseil municipal et son propre maire jusqu'en 2000. En 2001, cette ville et deux autres municipalités du Regional Municipality of Haldimand-Norfolk sont dissoutes et la région est divisée en deux municipalités distinctes. Elles conservent néanmoins le statut de villes mais comptent alors comme des comtés. Simcoe forme aujourd'hui la cinquième circonscription de Norfolk.
Faisant partie du comté Haldimand-Norfolk durant le XXe siècle, Simcoe acquit son premier statut d'aire protégée en 1947. Cette loi fut revisitée en 2000 sous le nom de Forestry Act du comté de Norfolk. Tous les ans, environ 350 permis d’abattage sont envoyés au conseil municipal du comté. Pour 100 hectares non utilisés, 25 doivent accueillir des plantations forestières. La plupart de ces forêts sont accessibles à environ 16 kilomètres du centre-ville et peuvent être visitées toute l'année, excepté en cas de fortes neiges.

## Transport et tourisme
En 1886 la Simcoe Norfolk Railway construisit une voie ferrée partant de Hamilton pour rallier Port Rowan, une ligne dont un arrêt concernait Simcoe. Opérant jusqu'en 1965, il fut dissout à la fin du XXe siècle, rendu obsolète et coûteux par l'apparition de nouvelles énergies et la hausse du prix du fioul.

## Personnalités
Le joueur de baseball professionnel John Axford est natif de Simcoe. Le footballeur international écossais Bill Brown y est décédé en 2004.